# Corbridge
Corbridge è una piccola cittadina del Northumberland, Inghilterra, situata a 26 chilometri a ovest di Newcastle e a 6,4 chilometri a est di Hexham. Tra i paesi nei dintorni ci sono Halton, Acomb, Aydon e Sandhoe.

## Etimologia
Gli antichi Romani la chiamavano Corstopitum o Coriosopitum, mentre le tavolette di Vindolanda suggeriscono che fosse conosciuta localmente come Coria (dal latino "curia", it.: "centro amministrativo"). Secondo Bethany Fox le prime attestazioni in lingua inglese presentano due varianti nelle forme Corebricg e Colebruge, da cui la forma attuale Corbridge.

## Storia
Corbridge era situata in un punto strategico all'incrocio tra due importanti vie di comunicazione locali: la Stanegate e la Dere Street.
Il primo forte fu stabilito nell'85 d.C., sebbene ci fosse una base di poco precedente presso Beaufront Red House. 
Nella metà del II sec. d.C. il forte fu sostituito da una cittadina con due fortificazioni presidiate da legionari.
I più famosi ritrovamenti archeologici sono il leone di Corbridge (scultura in pietra) e il tesoro di Corbridge (resti di una lorica segmentata e di altri oggetti in ferro).